# وین (منطقه تاریخی)
منطقهٔ تاریخی وین یا اینِرِشتات (به آلمانی: Innere Stadt) نخستین منطقهٔ داخلیِ شهریِ وین پایتخت اتریش است. اینرشتات شهرکِ وینِ قدیم است. تا پیش از گسترش کرانه‌های شهر وین در سال ۱۸۵۰ این شهر قدیمی با شهر وین هم‌تراز بود و به‌طور سنتی به چهار ناحیه تقسیم می‌شد که به عنوان چهار دروازهٔ شهر اهمیت داشتند، و «چارک» ها یا بخش‌های: شمال شرق، جنوب شرقی، جنوب غربی، و شمال غرب نامیده می‌شدند. جادهٔ کمربندی وین بر گِرد منطقهٔ تاریخیِ وین و در طولِ مسیرِ دیوارِ سابقِ شهر کشیده شده و نمایندهٔ معماری سدهٔ نوزدهم آلمانی است. امروز این ناحیه در لیست میراث جهانی یونسکو در اتریش قرار دارد.